# Stylopoma lacrima
Stylopoma lacrima är en mossdjursart som beskrevs av Tilbrook 200. Stylopoma lacrima ingår i släktet Stylopoma och familjen Schizoporellidae. Inga underarter finns listade i Catalogue of Life.